# Židovské právo v polárních oblastech
Židovské právo (halacha) je v polárních oblastech vystaveno neobvyklým problémům, s nimiž se poprvé setkali židovští osadníci severních částí Skandinávie. Mnoho micvot (přikázání) závisí přímo na pravidelném střídání dne a noci. V polárních oblastech ale den i noc mohou trvat i několik měsíců. Problémy tedy způsobuje, jak tyto astronomické podmínky sladit s běžnou náboženskou praxí jinde ve světě. Má se denní cyklus protahovat podle pohybu Slunce po obloze, nebo se naopak má trvat na stejné délce dne na celé Zemi?
Halachický problém spojený s proměnlivou délkou solárního dne či východem a západem Slunce v rozdílných zeměpisných šířkách a na zemské orbitě, eventuálně pro budoucí vesmírné cesty, byl již „snad“ uspokojivě v minulosti vyřešen. Za určující se považuje jeruzalémský čas východu a západu Slunce (či případně fáze Měsíce).